# Bazoches-les-Gallerandes
Bazoches-les-Gallerandes là một xã trong tỉnh Loiret, vùng Centre-Val de Loire bắc trung bộ nước Pháp. Xã này nằm ở khu vực có độ cao từ 120-137 mét trên mực nước biển.